# Base de remboursement de la sécurité sociale française
 (janvier 2019).
Si vous disposez d'ouvrages ou d'articles de référence ou si vous connaissez des sites web de qualité traitant du thème abordé ici, merci de compléter l'article en donnant les références utiles à sa vérifiabilité et en les liant à la section « Notes et références ».

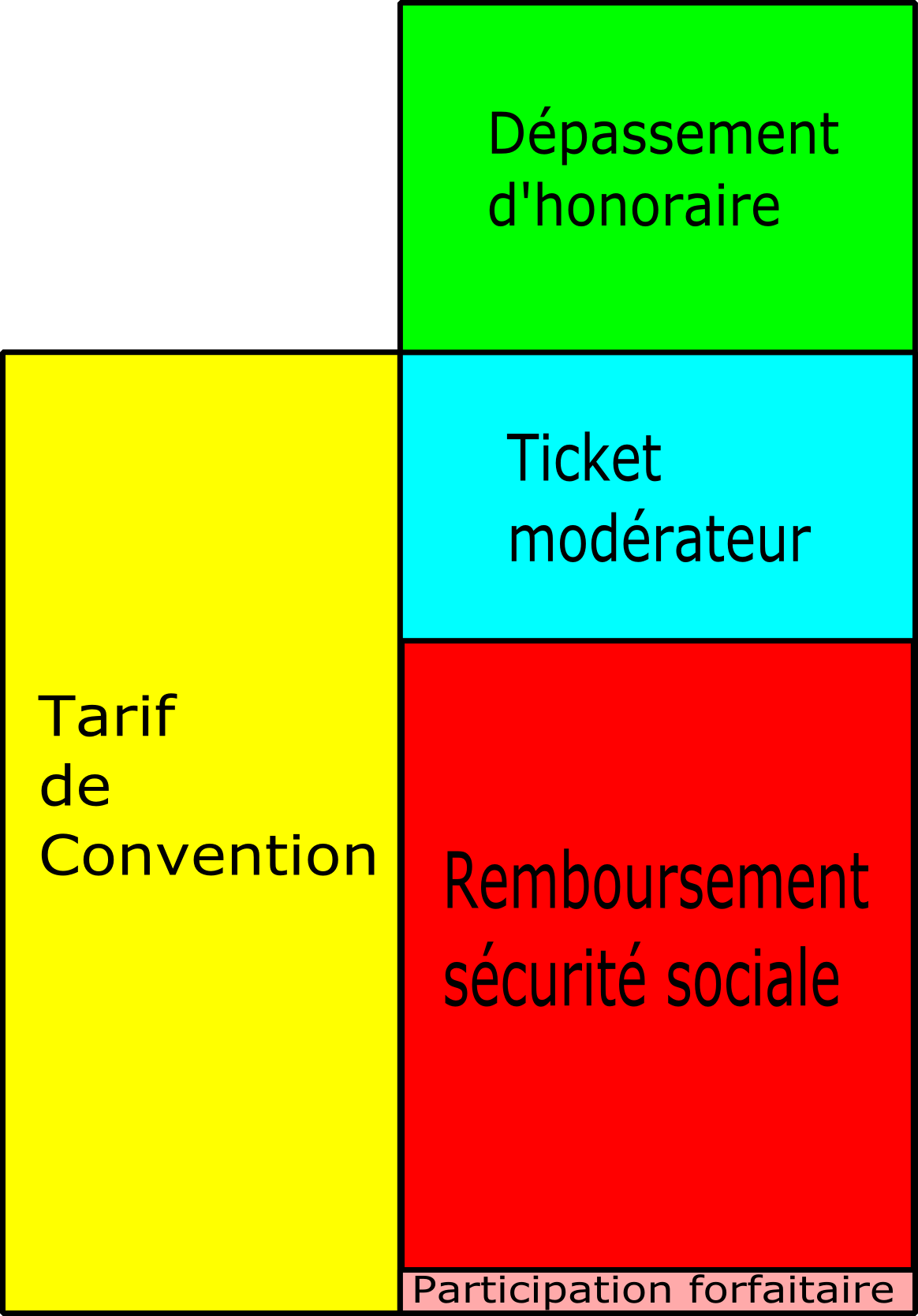

La Base de remboursement est depuis le 1er janvier 2006, la base de calcul du montant des remboursements des frais de santé en France par la Sécurité sociale.
Avant 2006, la base de remboursement est appelée Tarif de Convention ou Tarif d'Autorité.
Elle est fixée par convention entre les professionnels de santé et la Caisse nationale d'assurance maladie et détermine grâce à un barème pour chaque acte médical le montant sur lequel est calculé le remboursement de la Sécurité Sociale. Elle sert également de référence pour les assurances complémentaire santé.
La base de remboursement est composée de la part remboursée par la sécurité sociale, de la participation forfaitaire et du ticket modérateur à la charge de l’assuré.

## Honoraires médicaux
| Praticien                                                           | SS                         | SS              | SS              | SS             | Mutuelle (optionnelle)                                  | Mutuelle (optionnelle)                                  | Mutuelle (optionnelle)                                  | Mutuelle (optionnelle)                                  |
| Praticien                                                           | Honoraires = BRSS (= 100%) | Calcul du Remb. | Calcul du Remb. | Remb. Effectif | Couvre les honoraires jusqu'à (= Dépassement honoraire) | Couvre les honoraires jusqu'à (= Dépassement honoraire) | Couvre les honoraires jusqu'à (= Dépassement honoraire) | Couvre les honoraires jusqu'à (= Dépassement honoraire) |
| Praticien                                                           | Honoraires = BRSS (= 100%) | Taux Remb.      | Part. Forfait.  | Remb. Effectif | 100 %                                                   | 150 %                                                   | 200 %                                                   | 300 %                                                   |
| ------------------------------------------------------------------- | -------------------------- | --------------- | --------------- | -------------- | ------------------------------------------------------- | ------------------------------------------------------- | ------------------------------------------------------- | ------------------------------------------------------- |
| Médecin Généraliste secteur 1                                       | 25 €                       | 70 %            | 1 €             | 16,5 €         | 25 €                                                    | 37,5 €                                                  | 50 €                                                    | 75 €                                                    |
| Médecin de secteur 2 Optam                                          | 30 €                       | 70 %            | 1 €             | 20 €           | 30 €                                                    | 45 €                                                    | 60 €                                                    | 90 €                                                    |
| Chirurgien dentiste                                                 | 23 €                       | 70 %            |                 | 16,1 €         | 23 €                                                    | 34,5 €                                                  | 46 €                                                    | 69 €                                                    |
| Gynécologue secteur 1 ou adhérent à l’Optam                         | 30 €                       | 70 %            | 1 €             | 20 €           | 30 €                                                    | 45 €                                                    | 60 €                                                    | 90 €                                                    |
| Gynécologue secteur 2 (honoraires libres)                           | 23 €                       | 70 %            | 1 €             | 15,1 €         | 23 €                                                    | 34,5 €                                                  | 46 €                                                    | 69 €                                                    |
| Psychiatre secteur 1 ou adhérant Optam                              | 46,7 €                     | 70 %            | 1 €             | 31,69 €        | 46,7 €                                                  | 70,05 €                                                 | 93,4 €                                                  | 140,1 €                                                 |
| Psychiatre secteur 2 (honoraires libres)                            | 39 €                       | 70 %            | 1 €             | 26,3 €         | 39 €                                                    | 58,5 €                                                  | 78 €                                                    | 117 €                                                   |
| Cardiologue secteur 1 ou adhérant Optam                             | 51 €                       | 70 %            | 1 €             | 34,7 €         | 51 €                                                    | 76,5 €                                                  | 102 €                                                   | 153 €                                                   |
| Cardiologue secteur 2 (honoraires libres)                           | 48 €                       | 70 %            | 1 €             | 32,41 €        | 48 €                                                    | 72 €                                                    | 96 €                                                    | 144 €                                                   |
| Ophtalmologue secteur 1 ou adhérant Optam                           | 30 €                       | 70 %            | 1 €             | 20 €           | 30 €                                                    | 45 €                                                    | 60 €                                                    | 90 €                                                    |
| Ophtalmologue Secteur 2 (honoraires libres)                         | 23 €                       | 70 %            | 1 €             | 15,1 €         | 23 €                                                    | 34,5 €                                                  | 46 €                                                    | 69 €                                                    |
| Auxiliaires médicaux : kinésithérapeutes, podologues, infirmières.. | 16,13 €                    | 60 %            | 0,5 €           | 9,18 €         | 16,13 €                                                 | 24,2 €                                                  | 32,26 €                                                 | 48,39 €                                                 |
| Équipement optique                                                  |                            |                 |                 |                |                                                         |                                                         |                                                         |                                                         |
| Monture                                                             | 3 €                        | 60 %            |                 | 1,7 €          | 3 €                                                     | 4,5 €                                                   | 6 €                                                     | 9 €                                                     |
| Verre simple                                                        | 6,25 €                     | 60 %            |                 | 3,75 €         | 6,25 €                                                  | 9,38 €                                                  | 12,5 €                                                  | 18,75 €                                                 |
| Soin dentaire                                                       |                            |                 |                 |                |                                                         |                                                         |                                                         |                                                         |
| Prothèse (couronne)                                                 | 108 €                      | 70 %            |                 | 75,25 €        | 108 €                                                   | 162 €                                                   | 216 €                                                   | 324 €                                                   |
| Détartrage                                                          | 28,92 €                    | 70 %            |                 | 20,24 €        | 28,92 €                                                 | 43,38 €                                                 | 57,84 €                                                 | 86,76 €                                                 |
| Orthodontie                                                         |                            |                 |                 |                |                                                         |                                                         |                                                         |                                                         |
| Traitement par semestre (6 semaines max)                            | 194 €                      | 100 %           |                 | 193,5 €        | 194 €                                                   | 291 €                                                   | 388 €                                                   | 582 €                                                   |

OPTAM = Option pratique tarifaire maîtrisée

## Assurance
Les assurances expriment les garanties des contrats complémentaires le plus souvent en fonction de la base de remboursement (BR). La base de remboursement n'est pas toujours le prix de vente qui peut être supérieur (jamais inférieur). Dans ce cas la partie supérieure ne peut pas être payé par un tiers (tiers payant) et est donc à régler sans possibilité de prise en charge et donc de remboursement.

### Répartition des sommes pour les consultations
Dans le cas très très rare ou la mutuelle rembourse à hauteur de 125 %  (normalement 100% part sécurité sociale incluse) et que l'organisme obligatoire rembourse l'acte à hauteur de 70%. Cela signifie que la mutuelle prend en charge en valeur relative 55% (125-70) donc elle prend en charge tout dépassement.   
Sur une base de remboursement de 23 € et une consultation à 30 € : 
- La sécurité sociale rembourse 70 % de la base de remboursement, soit 23 € * 70 % (soit 16,10 €).
- L'assurance rembourse 55 % de la base de remboursement, soit 23 € * 55 %  (soit 12.65 €).

Finalement, l'assuré sera remboursé 125 % de la base de remboursement (et non pas des coûts réels payés par l'assuré), soit 23 € * (70 % + 55 %) = 28,75 € et devra payer 1,25€ (30-28,75) .

### Répartition des sommes pour les médicaments
Depuis le 1er janvier 2019, apparait plusieurs honoraires à ceux déjà existant lors de la délivrance des médicaments. La liste des différents honoraires de dispensation sont :  
- honoraire par boite (selon taille boite et taux de remboursement)
- honoraire complexe (si 5 et plus médicaments à cip différent)
- honoraire dû à l'âge (moins de 3 ans ou plus de 70 ans)
- honoraire dû à législation particulière (PIH, , PIS, sang , exception, , stupéfiant, orphelin ..)

Ces honoraires n'ont rien à voir avec la franchise médicale . La franchise médicale devrait s'appeler franchise pharmaceutique car elle consiste à prélever 0,50 € par boite délivrée à hauteur de 50 €/an (en gros cela ne s'applique plus dès lors que le nombre de boite délivrées dépasse 100 boites soit 100/12=8 boites /mois). Ces honoraires sont souvent remboursés avec un taux identique au produits parfois à 100%. Ainsi les mutuelle rembourseront plus dans tous les cas , le patient payant plus si pas remboursé des vignettes orange par la mutuelle. Toutes les personnes salariées devant avoir obligatoirement une mutuelle; aucun foyer fiscaux ne devrait payer plus (pour ses médicaments), mais cette loi devrait avoir pour conséquence une augmentation des remboursements par les mutuelles qui pourront impliquer(à vérifier pour 2019 et 2020) une augmentation des montants des contrats mutuelle de groupe auprès des entreprises et donc dans de nombreux cas des salariés. En eftet toutes  entreprises est obligées  de cotiser à hauteur minimal de 40%, le reste étant prélevé sur le salaire des salariés.